# Neuroanatomie
La neuroanatomie est la branche de l'anatomie consacrée à la description du système nerveux central (encéphale et moelle épinière) et périphérique (racines, plexus, nerfs rachidiens et nerfs crâniens).
Une difficulté particulière à la description anatomique du système nerveux est l'absence de lien apparent entre structures macroscopiques (notamment de l'organe principal qu'est le cerveau) et fonctions, celles-ci étant assurées par un tissu constitutif relativement homogène fait de cellules, neurones et cellules gliales, fortement connectées les unes aux autres. Les travaux dans cette discipline ont en effet établi qu'il n'existe pas de lien simple entre morphologie et fonction au sein de ce système. Les progrès de la neuroanatomie passent donc par la mise au point de méthodes toujours plus fines d'analyse des propriétés histologique des tissus nerveux, de leur connectivité et de leur morphométrie.

## Organisation générale du système nerveux
Le système nerveux est divisé en deux parties.
- Le système nerveux central comprenant :
  - l'encéphale constitué par le cerveau, le tronc cérébral et le cervelet ;
  - la moelle épinière.

- Le système nerveux périphérique composé de racines nerveuses rachidiennes, de plexus, ganglions nerveux, et nerfs. On lui distingue deux types de nerfs :
  - les nerfs crâniens et spinaux ;
  - les nerfs végétatifs ou autonomes, constituants du système nerveux végétatif ou autonome, lui-même subdivisé en deux systèmes qui s'opposent la plupart du temps : les systèmes sympathique et parasympathique.

L'organisation du système musculaire est étudié avec la myologie.
La plaque motrice appartient au domaine de la physiologie et de l'histologie.

### Anatomie du cerveau
- Anatomie du cerveau humain

### Anatomie du cervelet
- Anatomie du cervelet humain

### Anatomie du tronc cérébral
Le tronc cérébral est constitué de trois parties successives : le mésencéphale, le pont (Pont de Varole), et le bulbe rachidien (ou medulla oblongata).

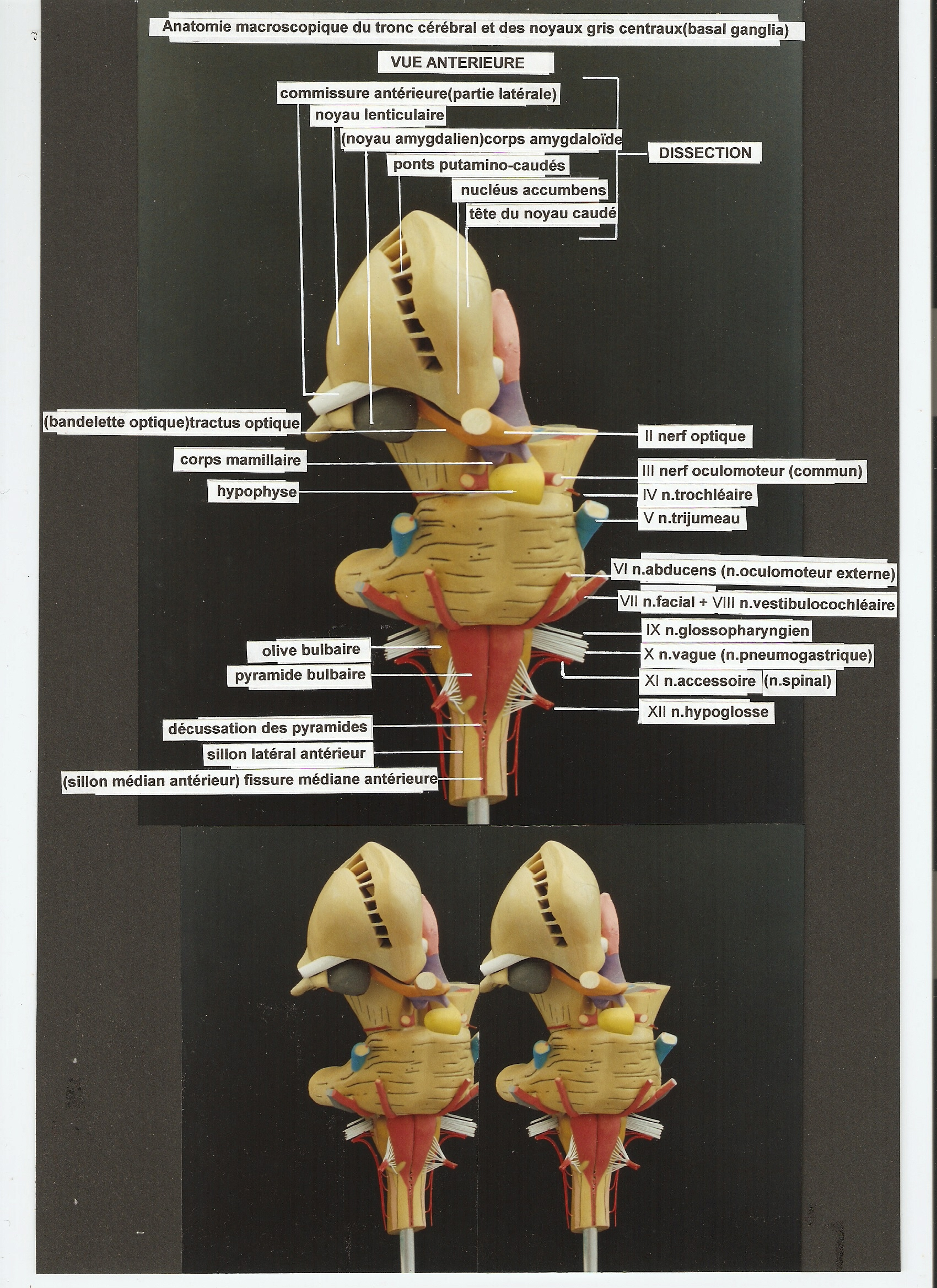
Face antérieure du tronc cérébral
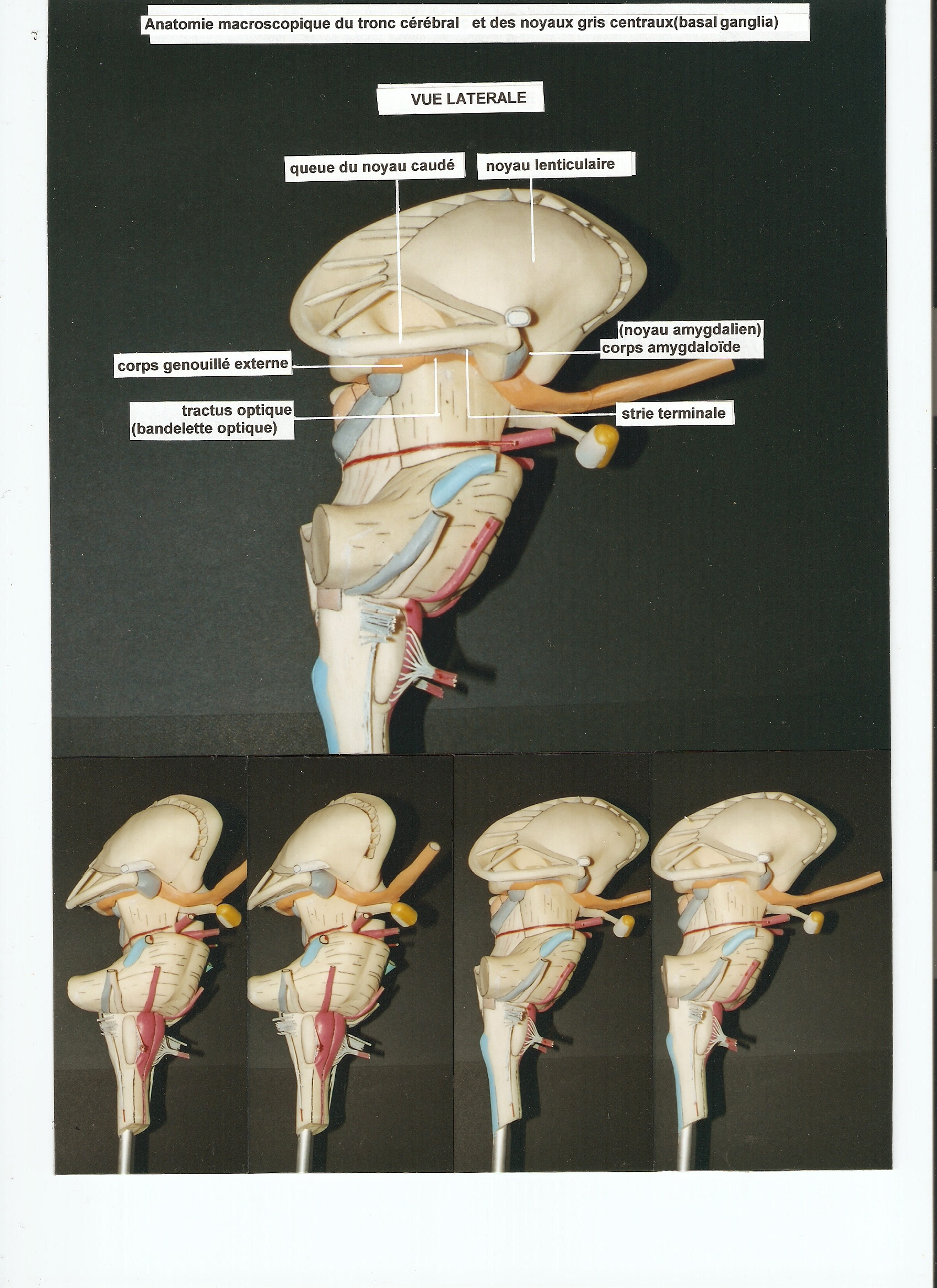
Face latérale du tronc cérébral
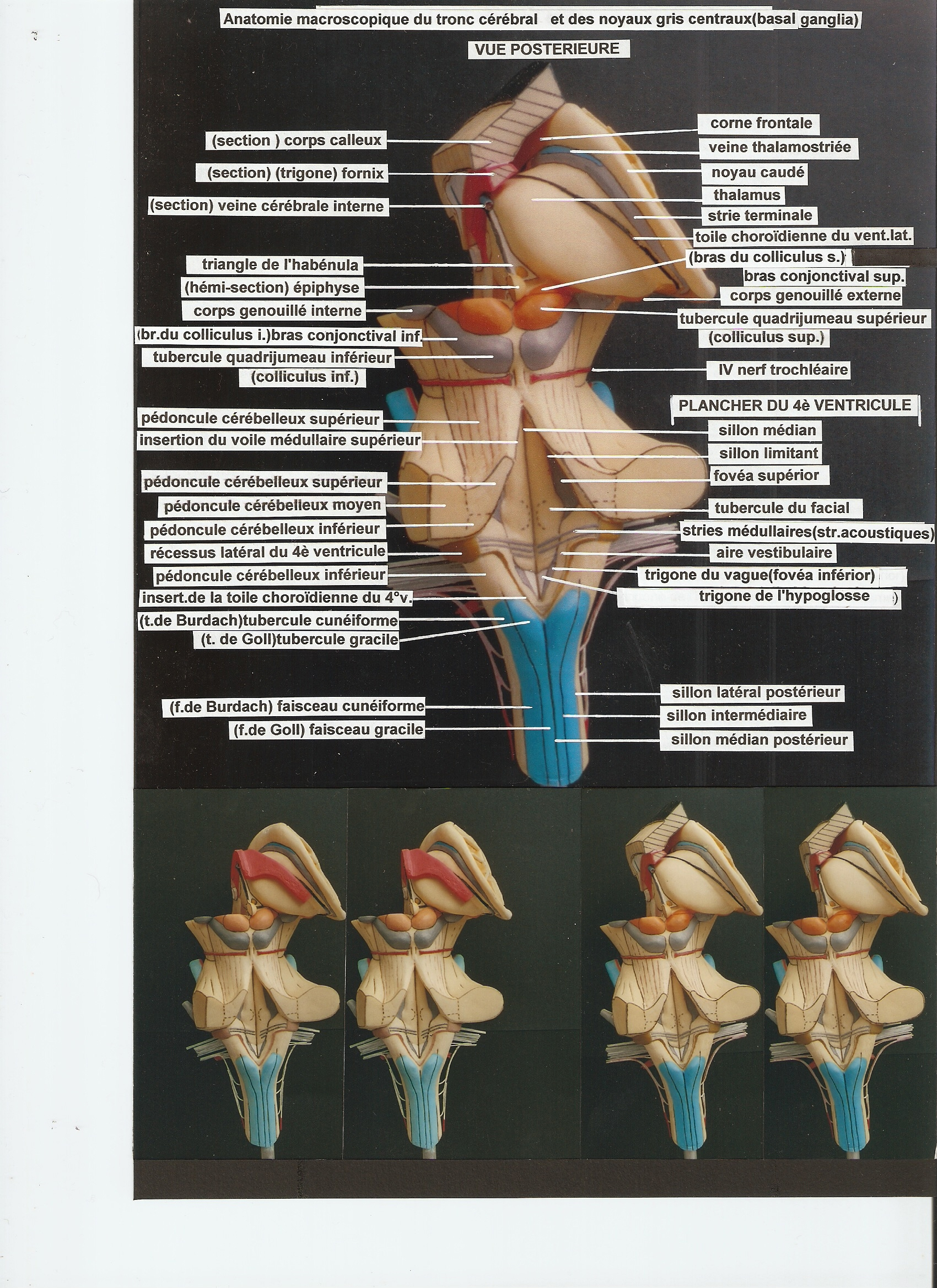
Face postérieure du tronc cérébral
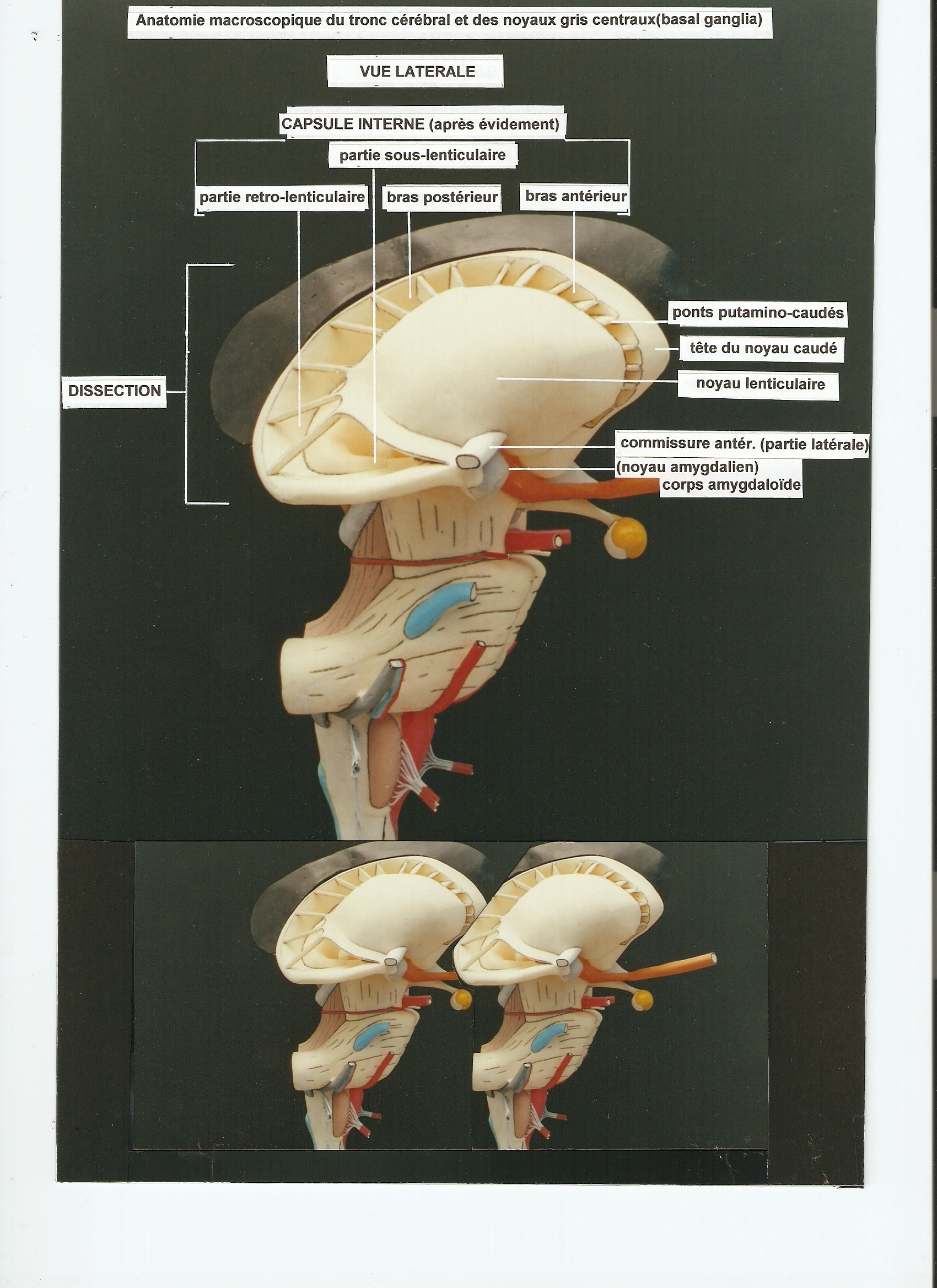
Vue externe des noyaux gris centraux
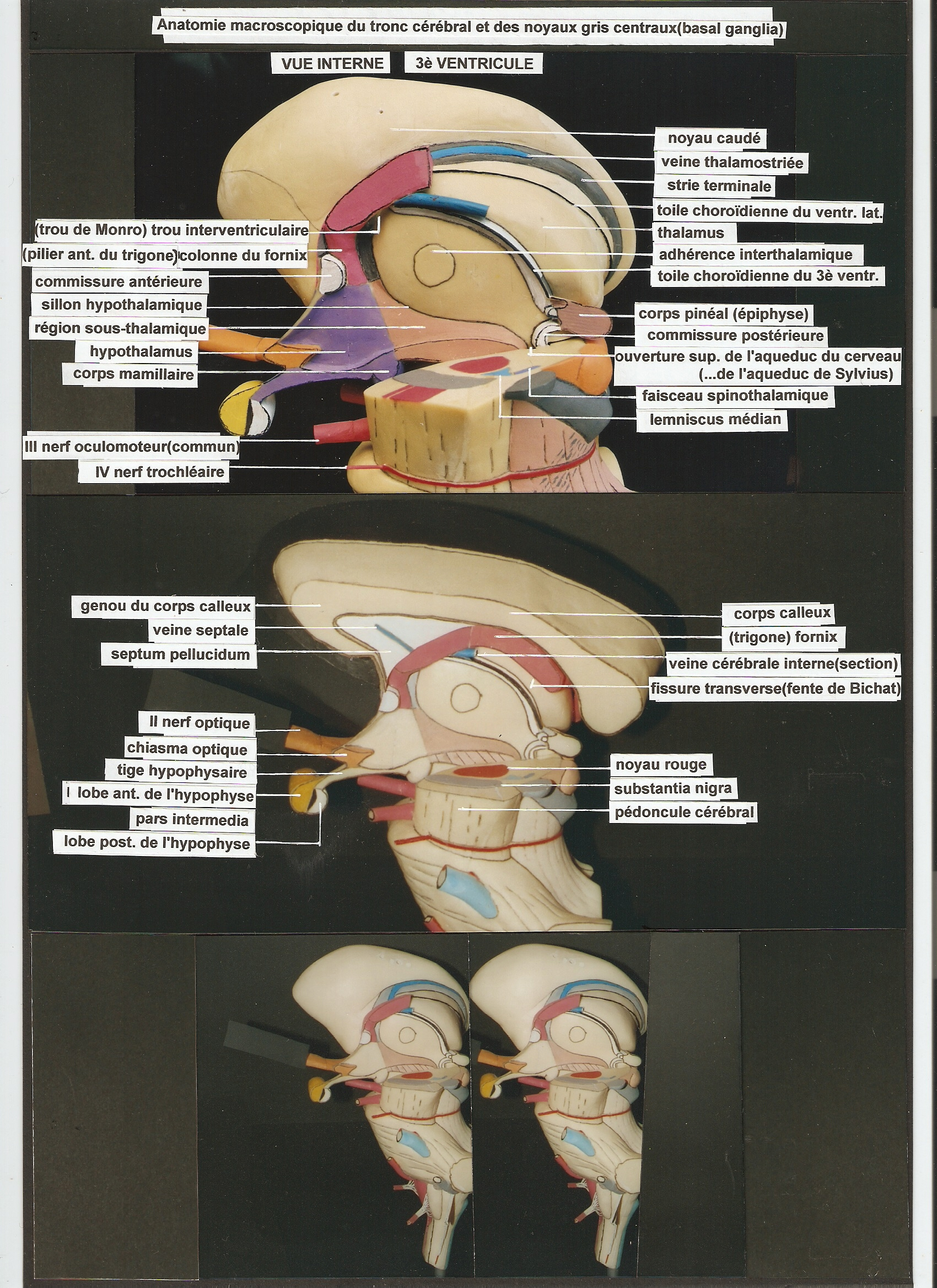
Vue interne des noyaux gris centraux

### Anatomie de la moelle épinière
- Anatomie de la moelle épinière humaine

### Organisation des nerfs
Les nerfs crâniens naissent pour la plupart du tronc cérébral et innervent essentiellement la face et les organes des sens.
La plus grande partie du corps est innervée par les nerfs spinaux, issus de la moelle spinale, et souvent regroupés en plexus nerveux.
Les nerfs du cou sont issus du plexus cervical.
Le membre supérieur possède quatre principaux nerfs issus du plexus brachial :
- le nerf médian
- le nerf musculocutané
- le nerf ulnaire
- le nerf radial

Les nerfs intercostaux ne forment pas de plexus ; ils innervent la majeure partie du thorax et de l'abdomen.
Les nerfs du Bassin (anatomie) et des membres inférieurs viennent des plexus lombaire et sacré.
Le membre inférieur dépend de l'innervation de trois principaux nerfs issus des deux plexus précédents :
- le nerf fémoral
- le nerf obturateur
- le nerf ischiatique

## Organisation anatomique des différentes voies nerveuses

### Les voies motrices
- Les voies pyramidales
- Les voies extrapyramidales

### Les voies sensitives
- Les voies lemniscales
- Les voies extra-lemniscales

### Les voies sensorielles
- Les voies olfactives
- Les voies optiques

 [schéma d'un œil]
La remontée des afférences optiques est assurée par le nerf optique. Attention, bien que celui-ci soit un nerf crânien, il ne fait cependant pas partie du système nerveux périphérique parce que la rétine est une évagination du SNC. Les informations à caractères visuelles se projettent sur le sillon calcarin au niveau de la partie profonde du lobe occipital.
Les afférences provenant du champ visuel gauche (droit) se projettent sur la partie droite (gauche) du sillon calcarin. Ceci est rendu possible grâce au chiasma optique (croisement entre les deux nerfs optiques)
 [chiasma optique]
Les afférences provenant du champ visuel supérieur (inférieur) se projettent sur la partie inférieure (supérieure) du sillon calcarin.
- Les voies auditives

- Les voies gustatives

La langue est innervée par différents nerfs crâniens. On distingue sur la langue la présence de trois structures majeures responsables de la perception du gout; il s'agit des papilles gustatives filiformes, fongiformes et circumvallées. Ce sont ces dernières qui d'une part divisent la langue en une partie antérieure (2/3) et une partie postérieure (1/3), et d'autre part délimite un V (le V lingual) qui est orienté postérieurement vers l'œsophage.